# Weberhäusl (Pfaffenhofen an der Ilm)

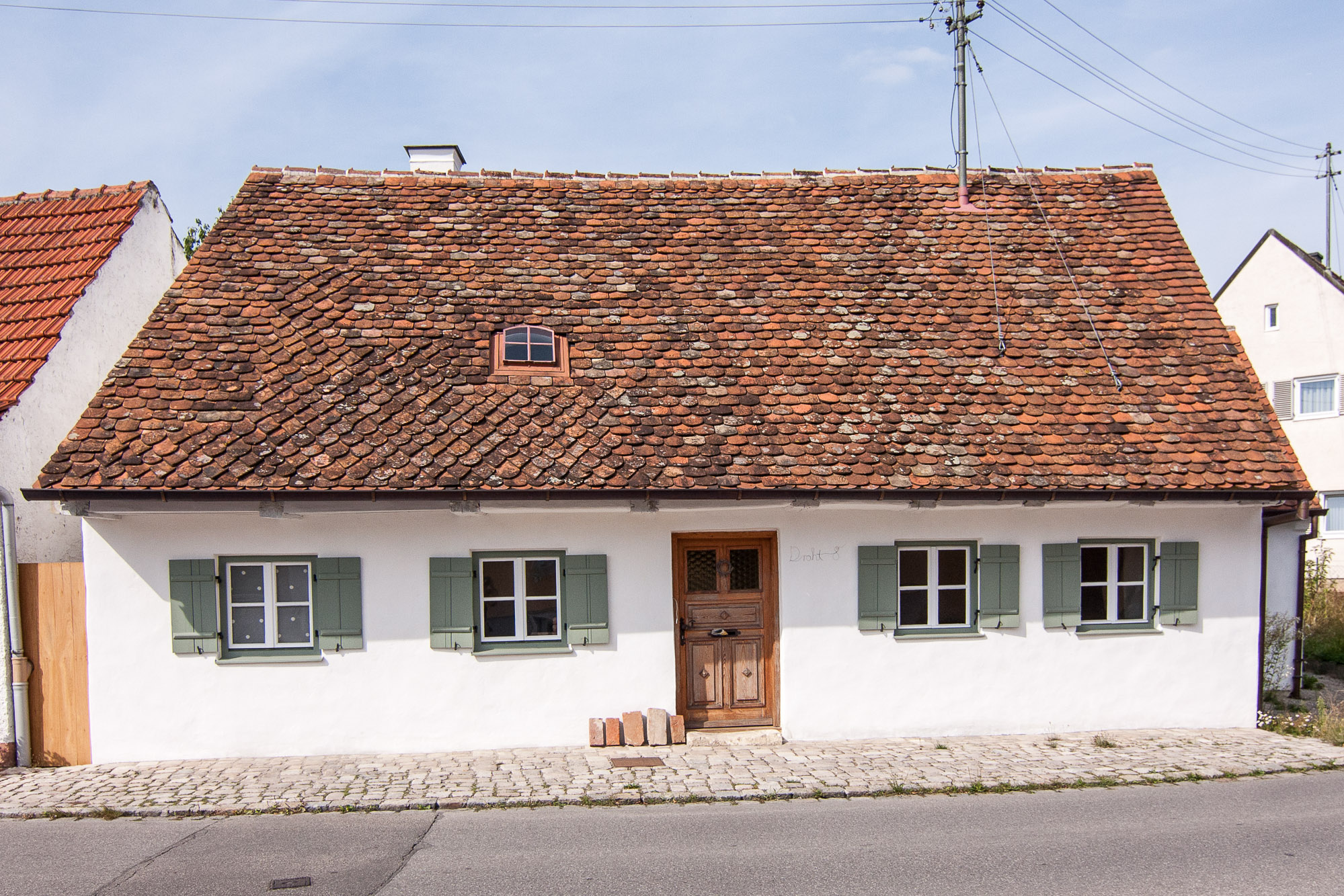
Weberhäusl an der Draht

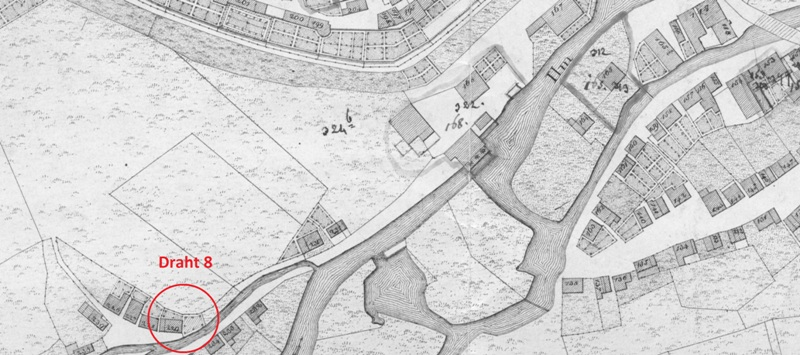
Weberhäusl auf dem Stadtplan Pfaffenhofens der Bayerischen Uraufnahme 1810

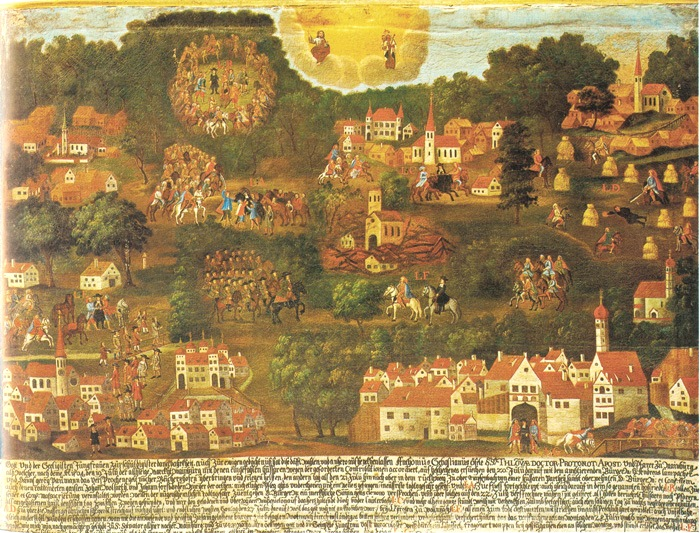
Englische Husaren am 19. Juli 1704 bei Mainburg

Das Weberhäusl ist ein denkmalgeschütztes Kleinbauernhaus in Pfaffenhofen an der Ilm. In seiner Bauform als Greddachhaus mit Fletz, Stüberlvorbau, einer Dachkammer sowie Decken aus Lehmwickeln ist es typisch für das nördliche Oberbayern.

## Geschichte
Das Anwesen an der Draht 8 wurde als „Behausung“ zum ersten Mal im Jahr 1639 aktenkundig. 1692 wurde dieses Gebäude umgebaut, brannte dann aber am 17. Juli 1704 ab, als englische Husaren im Zusammenhang mit der Schlacht bei Höchstädt die Vorstadt von Pfaffenhofen anzündeten. Der heutige Bau wurde im nachfolgenden Jahr errichtet.
Das Anwesen war typisch für sogenannte Häusler, also Kleinstbauern, die ihren Haupterwerb als Tagelöhner zuverdienen mussten. Das belegt auch die Liste der ehemaligen Bewohner.
- 1639 Hanß Wergnthaller (Tagwerker)
- 1645 Marthin Pruckschlegl (Tagwerker)
- 1676 Martin Schreiner (Tagwerker)
- 1692 Geörg Hauser (Tagwerker)
- 1702 Jacob Fickher (Tagwerker)
- 1734 Johannes Seemüller
- 1779 Johann Germayr (Webergeselle)
- 1822 Anton Freundl (Tagwerker)
- 1892 Walburga Feldmaier (Privatier)
- 1902 Alois Jochner (Hausmeister)
- 1907 Ludwig Forstmeister (Spenglergehilfe)
- 1954 Therese Moser (Schneiderin)

Seit 2009 wird das Gebäude fachgerecht restauriert.

## Bedeutung als Denkmal

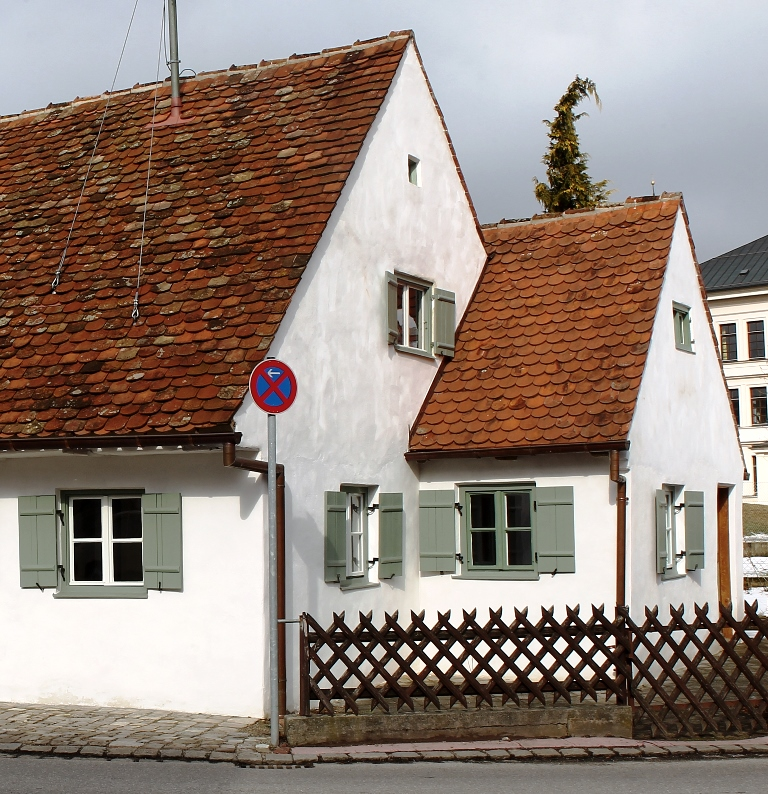
Stüberlvorbau mit Austragsstüberl

### Die Gred
Das Weberhäusl ist ein sogenanntes Greddach-Haus (von der Gred (lat. gradus „Stufe“), einem gepflasterten und erhöhten Bereich vor dem Hauseingang). Dieser Bereich trennte den Lebensbereich vor dem meist schmutzigen Hof. Durch einen entsprechenden Dachüberstand war die Gred zudem vor Regen und Wetter geschützt. Georg Lohmeier beschreibt die Gred als typischen Standort einer Bank, auf der man den Feierabend verbringen konnte.

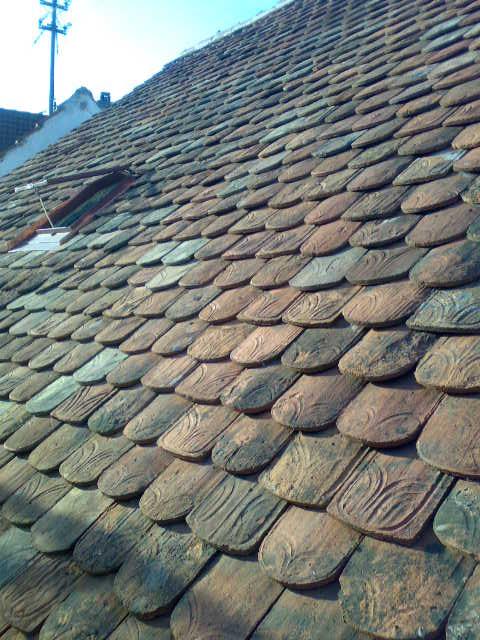
Handgestrichene Dachziegel

### Der Stüberlvorbau
Nach der Übergabe eines Hofes an die nächste Generation zogen sich die Austragsbauern in eine eigene Kammer zurück. Dieses Austragsstüberl befand sich meist direkt neben der Küche, um durch die dortige Feuerstelle eine warme Wand zu haben. Mit der Zeit entwickelte sich die Bauform des Stüberlvorbaus, bei der vor den Giebel ein eigener Vorbau gesetzt wurde. Bei manchen Höfen bekam dieser Vorbau sogar einen eigenen Zugang und ein eigenes Satteldach, wie das auch beim Weberhäusl der Fall ist, und bildet somit eine direkte Vorstufe zum Austragshäuschen.

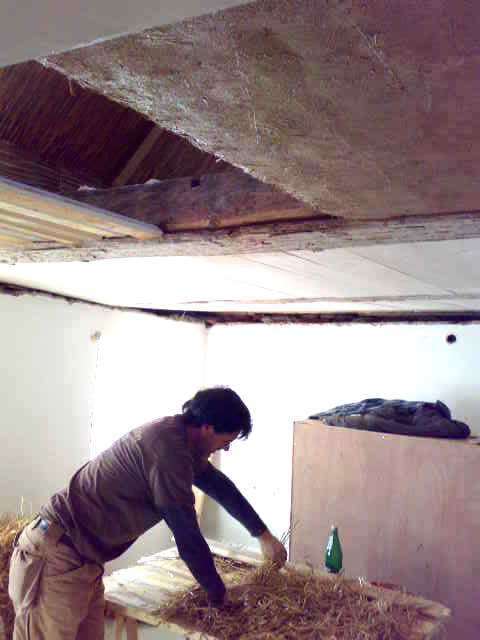
Rekonstruktion einer Lehmwickeldecke

### Der Fletz
Wie bei Bauernhäusern in Oberbayern allgemein üblich, weist auch das Weberhäusl einen Fletz
auf, also einen Hausflur, der das Gebäude von der Haustür zur Hintertür durchschnitt und in einen beheizten und einen unbeheizten Bereich trennte. Der Fletz ist traditionell mit Solnhofer Platten gepflastert.

### Lehmwickel
Während der Vorgängerbau des Weberhäusls vermutlich noch vor allem aus Holz gebaut war, wurde der ansonsten bescheidene Neubau 1705 offenbar bereits mit Ziegelmauern ausgeführt. Besonders für Pfaffenhofen bemerken Reisende immer wieder, dass hier wegen der Brandgefahr „beinahe alles gemauert“ sei (Joseph von Hazzi). Bei den Zwischendecken kam aber weiterhin die ältere Technik von Gefachen zur Verwendung, wobei hier zur Wärmedämmung Lehmwickel zwischen zwei Balken mit Nut eingeschoben und dann verputzt wurden.

### Dachkammer
Die Häuser im ländlichen Oberbayern waren meist einstöckig und wurden nur im Erdgeschoss als Wohnraum genutzt. Einzige Ausnahme bildete die Stubenkammer, die als gedämmtes Zimmer im Dachboden direkt über der Stube im Erdgeschoss lag und oft durch eine kleine Öffnung im Boden Wärme von unten bekam. Ein solcher Wärmeschacht ist bei der Dachkammer im Weberhäusl anzunehmen, aber nicht mehr erhalten.

### Auszeichnungen
2016 wurde das Weberhäusl mit dem Denkmalpreis der Hypo-Kulturstiftung ausgezeichnet.
Im Jahr 2015 erhielt die Eigentümerin des Bauwerks einen zweiten Preis des Bundespreises für Handwerk in der Denkmalpflege.